# Голям-Извор (Ловечская область)
Голям-Извор (болг. Голям извор) — село в Болгарии. Находится в Ловечской области, входит в общину Тетевен. Население составляет 416 человек.

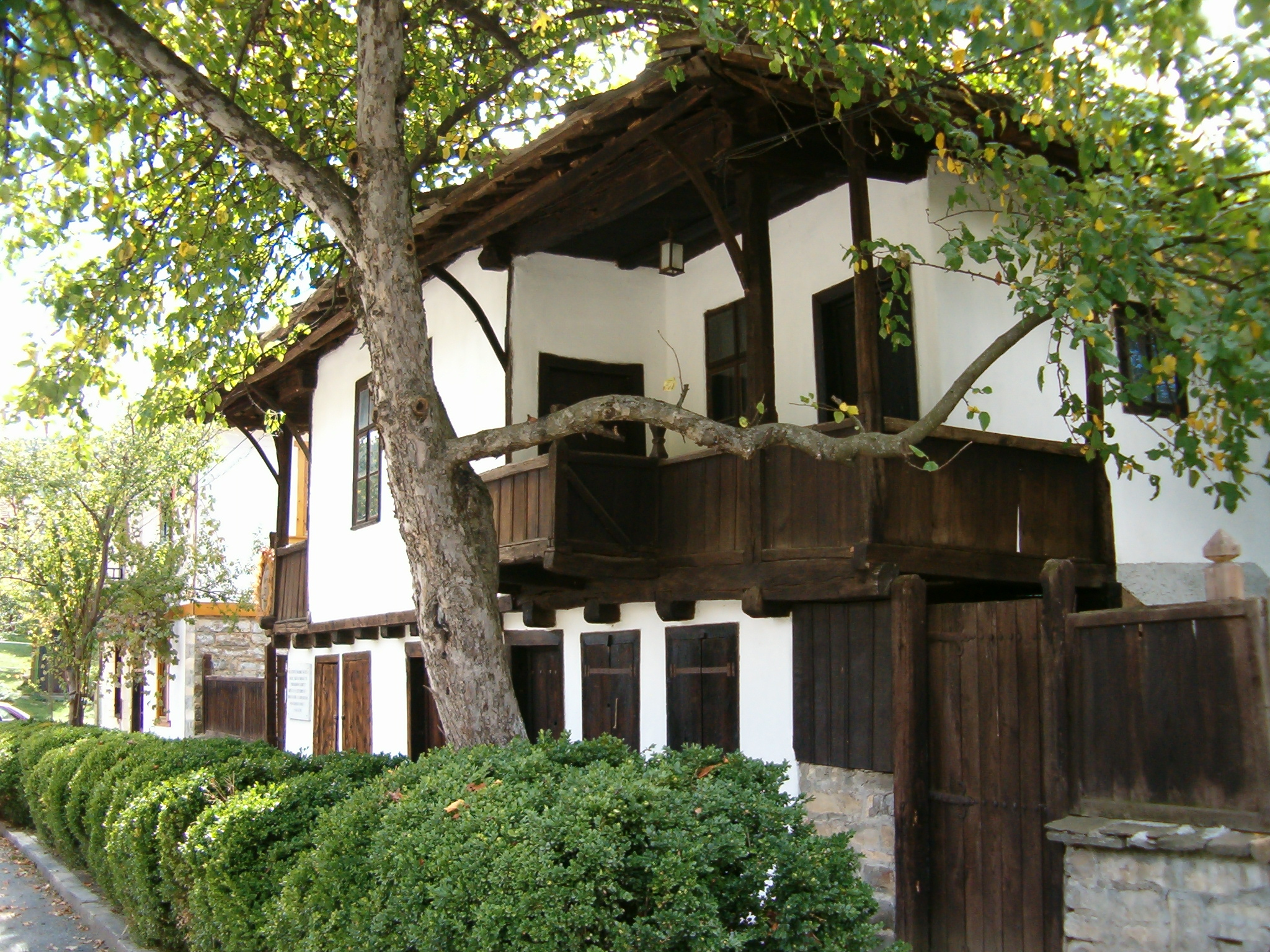

## Политическая ситуация
В местном кметстве Голям-Извор, в состав которого входит Голям-Извор, должность кмета (старосты) исполняет Кирил Илиев Илиев (независимый) по результатам выборов.
Кмет (мэр) общины Тетевен — Николай Петров Павлов (Граждане за европейское развитие Болгарии (ГЕРБ)) по результатам выборов.